# Antoine Babaud-Lacroze
Pour les articles homonymes, voir Babaud-Lacroze.
 (juillet 2025).
Antoine Pierre Alfred François Babaud-Lacroze, né le 29 novembre 1846 à Confolens (Charente), où il est mort le 20 juin 1930, est un homme politique français.

## Biographie
Après des études de droit, il devient chef de cabinet du préfet de la Charente en 1871, puis des Pyrénées-Orientales en 1873. Il entre par la suite au conseil municipal de Confolens, en devient maire et conseiller général de la Charente. Il est élu en 1890, député de la Charente et est constamment réélu jusqu'en 1919.

## Sources
- « Antoine Babaud-Lacroze », dans le Dictionnaire des parlementaires français (1889-1940), sous la direction de Jean Jolly, PUF, 1960 [détail de l’édition]